# Wind Tre

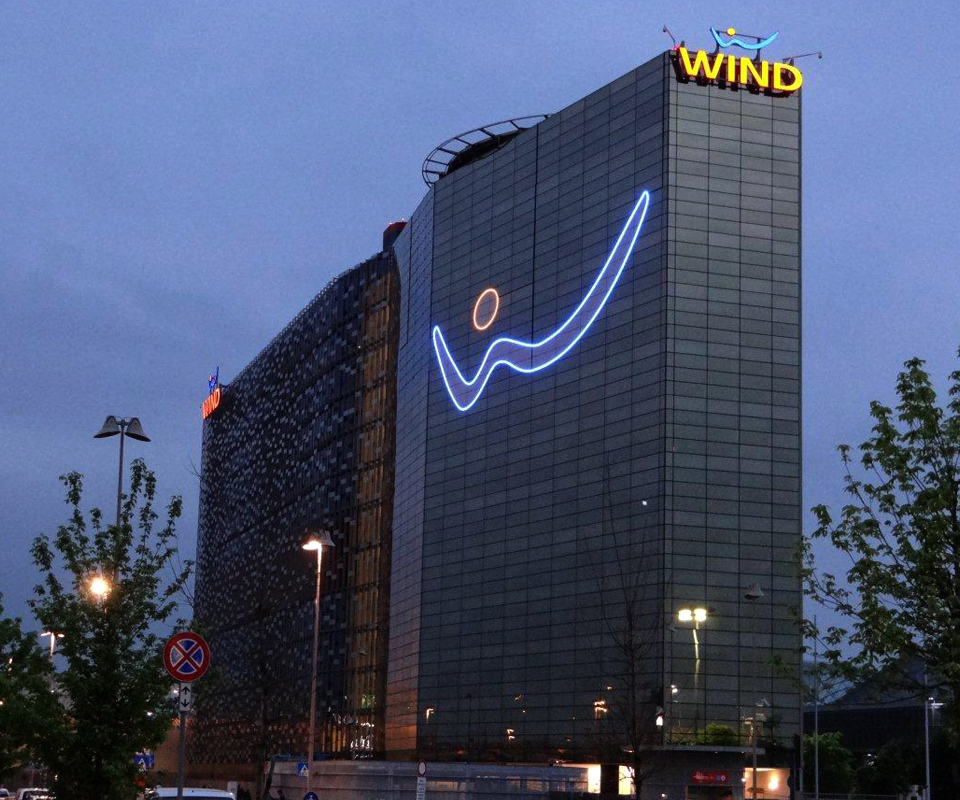
Sede Wind Tre (ex Wind) a Rho

Wind Tre S.p.A. è un'azienda italiana di telecomunicazioni.
Nata nel 2016 come joint venture paritaria tra i gruppi VimpelCom Ltd. e CK Hutchison Holdings Limited in seguito alla fusione per incorporazione tra Wind Telecomunicazioni S.p.A. e H3G S.p.A., fornisce servizi di telefonia mobile, fissa e Internet.
Wind Tre, come i suoi due maggiori concorrenti nel mercato italiano della telefonia mobile, TIM e Vodafone, ha una quota di mercato di circa il 30%.
Dal 7 settembre 2018 CK Hutchison Holdings è ufficialmente azionista unico di Wind Tre in quanto, dopo l'approvazione da parte della Commissione europea, il gruppo di Hong Kong ha completato l'acquisizione del restante 50% della società.

## Storia
Il 6 agosto 2015, le multinazionali VimpelCom e CK Hutchison Holdings raggiungono un accordo per la creazione di una joint venture paritetica. Il 1º settembre 2016 la fusione viene approvata dalla Commissione europea, a condizione che gli operatori cedano parte della propria rete d'accesso e forniscano contratti di roaming e altri asset ad un nuovo operatore. Il 25 settembre successivo il MISE dà il via libera all'operazione al quale segue, il 7 novembre, il completamento della transizione per la joint venture, quindi Wind e 3 Italia passano sotto il controllo della stessa holding e l'amministratore delegato di Wind, Maximo Ibarra, assume anche il ruolo di AD di 3 Italia; il 31 dicembre nasce ufficialmente Wind Tre.
Il 19 e il 20 febbraio 2017 si tiene a Roma la prima convention post-fusione e tre giorni dopo, il 23 febbraio, viene ufficializzata la collaborazione con ZTE, partner tecnologico per le operazioni di consolidamento e ammodernamento delle reti Wind e 3. Il 23 maggio 2017 nasce Wind Tre Business, il marchio dedicato alle imprese e alla pubblica amministrazione in sostituzione di Wind Business e 3 Business. Il 23 giugno 2017 gli azionisti di Wind Tre, VEON (ex VimpelCom) e CK Hutchison Holdings, annunciano la nomina di Jeffrey Hedberg a nuovo AD della società, che prende il posto di Maximo Ibarra. Il 30 giugno 2017, l'azienda ha comunicato di aver effettuato il primo rilascio di frequenze (in banda 2600 MHz) al gruppo Iliad, come previsto dagli accordi con la Commissione europea. Lo stesso gruppo francese ha confermato di aver ricevuto il primo blocco di frequenze, pagato 50 milioni di euro, a cui seguiranno i successivi rilasci e rispettivi pagamenti (secondo blocco nel secondo semestre 2017, terzo blocco nel 2018 e quarto blocco nel 2019). Per le frequenze che Wind Tre ha ceduto nel 2018 a Iliad, è stato previsto un pagamento di 210 milioni di euro, mentre nel 2019 l'ultimo blocco di frequenze è stato pagato 180 milioni di euro. Al 31 dicembre 2017 Wind Tre risulta aver trasferito ad Iliad Italia quasi 300 siti dismessi; i restanti sono stati trasferiti secondo gli accordi a fine 2019.
Nel mese di maggio 2018 la società subisce le conseguenze di un ordine di divieto, della durata di sette anni, applicato a ZTE da parte del Dipartimento del commercio degli Stati Uniti d'America, il quale impedisce all'azienda cinese l'approvvigionamento – diretto o indiretto – di merci, materie prime, software o tecnologie provenienti dagli Stati Uniti. In una nota ufficiale, Wind Tre comunica che sta esplorando tutte le opzioni per minimizzare gli eventuali effetti negativi sul proseguire del consolidamento della rete mobile. Il 3 luglio 2018 CK Hutchison Holdings e VEON annunciano di aver raggiunto un accordo che comporta la cessione della partecipazione azionaria di VEON a favore di CK Hutchison Holdings dietro un corrispettivo di 2,45 miliardi di euro, prospettandolo come futuro azionista unico di Wind Tre. Il 6 luglio viene siglato un nuovo accordo con Ericsson, aggiudicatasi l'appalto di 600 milioni di euro predisposto da Wind Tre per la fornitura di apparecchiature wireless essenziali per la trasformazione della propria rete. Il 13 luglio gli Stati Uniti revocano l'embargo a ZTE, la quale torna di nuovo attiva. Il 31 agosto 2018 l'Unione europea autorizza la vendita del 50% di Wind Tre posseduta da VEON a favore di CK Hutchison Holdings; l'acquisizione viene completata il 7 settembre attestando ufficialmente il gruppo di Hong Kong quale unico azionista.
Il 24 febbraio 2020 è stato avviato, sotto il marchio commerciale Very Mobile, un servizio destinato alle offerte di telefonia mobile a basso costo.
Nel settore privato, i marchi Wind, 3 Italia e Infostrada hanno operato sul mercato italiano in autonomia fino al 16 marzo 2020, data in cui è stata completata l'unificazione e adottato il marchio unico.
Il 9 febbraio 2022, Jeffrey Hedberg ha deciso di lasciare la carica di amministratore delegato dell’azienda; il 1º aprile 2022, quindi, Gianluca Corti e Benoit Hansen assumono la carica di co-amministratori delegati di Wind Tre.
A partire da agosto 2022, l'azienda ha ottenuto l'autorizzazione da parte dell'AGCOM per avviare una collaborazione con Iliad per la condivisione del 5G nelle zone rurali a bassa densità di popolazione. A gennaio 2023 è stata completata la creazione della joint venture Zefiro Net, controllata pariteticamente da Iliad e Wind Tre.
Il 2 febbraio 2024 Wind Tre stipula un accordo per l'acquisizione delle attività, inclusa l'infrastruttura di rete, di OpNet (ex Linkem), che verrà acquisita al 100% insieme a tutte le altre controllate, esclusa Tessellis (ex Tiscali). Il 1º agosto l'operazione è stata completata.

## Identità aziendale
Identità aziendale con loghi e tagline utilizzati dall'azienda nel corso degli anni.

### Wind Tre
| Periodo   | Logo | Tagline                    | Note          |
| --------- | ---- | -------------------------- | ------------- |
| 2016-2020 |      | «Be one to be number one.» | [ 47 ] [ 48 ] |
| Dal 2020  |      | «Molto più vicini.»        | [ 47 ] [ 48 ] |

### Wind Tre Business
| Periodo   | Logo | Tagline                                    | Note          |
| --------- | ---- | ------------------------------------------ | ------------- |
| 2017-2020 |      | «La vera alternativa per il tuo business.» | [ 49 ] [ 50 ] |
| Dal 2020  |      | «Molto più vicini.»                        | [ 49 ] [ 50 ] |

### Very Mobile
| Periodo  | Logo | Tagline           | Note   | Sito Web      |
| -------- | ---- | ----------------- | ------ | ------------- |
| Dal 2020 |      | «È proprio Very.» | [ 51 ] | VeryMobile.it |

## Copertura e servizi

### Rete mobile
| Rete | Tecnologia      | Velocità massima | Velocità massima | Popolazione coperta (%)      | Frequenze utilizzate         |
| Rete | Tecnologia      | Download         | Upload           | Popolazione coperta (%)      | Frequenze utilizzate         |
| ---- | --------------- | ---------------- | ---------------- | ---------------------------- | ---------------------------- |
| 2G   | GSM/GPRS        | 85,6 kbit/s      | 20 kbit/s        | 100%                         | 900 MHz                      |
| 2G   | EDGE            | 236,8 kbit/s     | 60 kbit/s        | 100%                         | 900 MHz                      |
| 3G   | UMTS/HSPA/HSPA+ | 42,2 Mbit/s      | 5,76 Mbit/s      | 100%                         | 900 / 2100 MHz               |
| 4G   | LTE/LTE-A       | 1 Gbit/s         | 75 Mbit/s        | 99,7%                        | 800 / 1800 / 2100 / 2600 MHz |
| 5G   | NR              | 1,6 Gbit/s       | 150 Mbit/s       | 95,9% (DSS) 65,40% (TDD N78) | 1800 / 2600 / 3600 MHz       |

### Rete fissa
| Infrastruttura | Tecnologia | Tipologia | Velocità massima | Velocità massima | Copertura              | Popolazione |
| Infrastruttura | Tecnologia | Tipologia | Download         | Upload           | Copertura              | Popolazione |
| -------------- | ---------- | --------- | ---------------- | ---------------- | ---------------------- | ----------- |
| Fibra ottica   | FTTH       | GPON      | 1 Gbit/s         | 200 Mbit/s       | Su rete Open Fiber     | 59%         |
| Fibra ottica   | FTTC       | VULA      | 200 Mbit/s       | 20 Mbit/s        | 1.060 siti su rete TIM | 59%         |
| Rame           | ADSL2+     | ULL       | 20 Mbit/s        | 1 Mbit/s         | 1.958 siti             | 70%         |
| Rame           | ADSL       | WLR       | 7 Mbit/s         | 512 kbit/s       | Su rete TIM            | Su rete TIM |

## Clienti
Al 31 dicembre 2021:
Telefonia mobile
- 20,353 milioni di linee mobili totali

Telefonia fissa
- 2,9 milioni di linee fisse totali

## Dati di bilancio

### Economici e finanziari
Risultati aggiornati al 31 dicembre 2017:
|                                 | 2016       | 2017       |
| ------------------------------- | ---------- | ---------- |
| Ricavi totali                   | 6,475 mld  | 6,182 mld  |
| EBITDA                          | 2,124 mld  | 1.945 mld  |
| ARPU Mobile (euro/mese)         | 11,4       | 11,3       |
| ARPU Fisso (euro/mese)          | 27,6       | 27,9       |
| Risultato d'esercizio           | -1,349 mld | -2,620 mld |
| Patrimonio netto                | 4,204 mld  | 1,644 mld  |
| Indebitamento finanziario netto | 9,775 mld  | 10,318 mld |

Wind Tre chiude l'esercizio 2017 con una perdita di 2,877 miliardi di euro (rispetto alla perdita di 1,549 mld dell'esercizio precedente);

## Azionariato
Wind Tre S.p.A., che controlla al 100% Wind Tre Retail S.r.l. e 3Lettronica Industriale S.p.A., è posseduta al 100% da Wind Tre Italia S.p.A., controllata al 100% da CK Hutchison Group Telecom Italy Investments S.à.r.l., a sua volta posseduta al 100% da CK Hutchison Holdings Limited.